# Cabillus
Cabillus là một chi của Họ Cá bống trắng

## Các loài
Chi này hiện hành có các loài sau đây được ghi nhận:
- Cabillus atripelvicus J. E. Randall, Ka. Sakamoto & Shibukawa, 2007
- Cabillus caudimacula D. W. Greenfield & J. E. Randall, 2004
- Cabillus lacertops J. L. B. Smith, 1959 (Lizard cabillus)
- Cabillus macrophthalmus (M. C. W. Weber, 1909) (Bigeye cabillus)
- Cabillus nigromarginatus Kovačić & Bogorodsky, 2013[2]
- Cabillus nigrostigmus Kovačić & Bogorodsky, 2013[2]
- Cabillus pexus Shibukawa & Aizawa, 2013[3]
- Cabillus tongarevae (Fowler, 1927)